# UMD-Raum
Ein UMD-Raum (von englisch unconditional martingale difference space) ist in der Funktionalanalysis und der stochastischen Analysis ein Banach-Raum, in dem alle Martingal-Differenzenfolgen eines beliebigen endlichen Martingals unbedingt konvergente Reihen sind. Solche Räume besitzen viele der guten Eigenschaften eines Hilbert-Raumes und Martingal-Differenzfolgen teilen Eigenschaften von orthogonalen Folgen. Man sagt, dass Banach-Räume die UMD-Eigenschaft besitzen, wenn sie UMD-Räume sind.
Der Begriff wurde von den französischen Mathematiker Bernard Maurey und Gilles Pisier eingeführt. Motivation war es, eine genügend große Klasse von Banach-Räumen zu finden, so dass auch klassische Banach-Räume wie die Lp-Räume für {\displaystyle 1<p<\infty } enthalten sind, die Räume sich aber trotzdem wie Hilbert-Räume verhalten, deshalb lassen sich viele der Aussagen für Hilbert-Räume direkt auf UMD-Räume übertragen. Obwohl der UMD-Raum eine probabilistische Definition hat, stellt sich heraus, dass die UMD-Eigenschaft zu einigen analytischen Eigenschaften äquivalent ist, wie zum Beispiel, dass die Hilbert-Transformation auf {\displaystyle L^{p}} beschränkt ist. 
Um den Begriff des UMD-Raumes zu definieren, führt man zuerst den UMD{\displaystyle _{p}}-Raum für ein {\displaystyle p\in (1,\infty )} ein. Ein tiefes Resultat von Maurey und Pisier sagt dann, dass ein Banach-Raum, der ein UMD{\displaystyle _{p}}-Raum für ein bestimmtes {\displaystyle p} ist, auch ein UMD{\displaystyle _{q}}-Raum für alle anderen {\displaystyle q\in (1,\infty )} ist. Deshalb spricht man häufig nur von UMD-Räumen.
Mit Hilfe von UMD-Räumen lässt sich die Itô-Isometrie auf Banach-Räume erweitern und folglich ergibt sich eine Theorie der stochastischen Integration bezüglich einer brownschen Bewegung für Banach-wertige Zufallsvariablen.

## UMD-Raum
Sei {\displaystyle (\Omega ,{\mathcal {F}},P)} ein Wahrscheinlichkeitsraum mit Filtration {\displaystyle \mathbb {F} } und {\displaystyle (E,\|\cdot \|_{E})} ein Banach-Raum. Mit {\displaystyle X\in L^{p}(\Omega ,E)} meinen wir {\displaystyle \mathbb {E} [\|X\|_{E}^{p}]<\infty }.

### Grundbegriffe
- Eine Reihe {\displaystyle \sum _{n=1}^{\infty }x_{n}} heißt unbedingt konvergent falls für jede Folge {\displaystyle \left(\varepsilon _{n}\right)_{n=1}^{\infty }} mit {\displaystyle \varepsilon _{n}\in \{-1,+1\},} die Reihe

{\displaystyle \sum _{n=1}^{\infty }\varepsilon _{n}x_{n}}
konvergiert.
- Sei {\displaystyle (M_{n})_{n\in N}} ein {\displaystyle E}-wertiges {\displaystyle \mathbb {F} }-adaptiertes Martingal. {\displaystyle (M_{n})_{n\in N}} ist ein {\displaystyle L^{p}}-Martingal, falls {\displaystyle M_{n}\in L^{p}(\Omega ,E)} für alle {\displaystyle n}, das bedeutet

{\displaystyle \max \limits _{n\in \mathbb {N} }\mathbb {E} \left[\|M_{n}\|_{E}^{p}\right]<\infty }.
- Für ein Martingal {\displaystyle (M_{n})_{n\in N}} ist die Martingal-Differenzfolge {\displaystyle (dM_{n})_{n\in \mathbb {N} }} definiert als

{\displaystyle dM_{n}:=M_{n}-{M_{n-1}}}
mit {\displaystyle M_{0}=0}. Ist {\displaystyle (M_{n})_{n\in \mathbb {N} }} ein {\displaystyle L^{p}}-Martingal, dann nennt man {\displaystyle (dM_{n})_{n\in N}} eine {\displaystyle L^{p}}-Martingal-Differenzfolge.

### Definition
Sei {\displaystyle (\varepsilon _{n})_{n\in \mathbb {N} }} eine Folge mit {\displaystyle \varepsilon _{n}\in \{-1,1\}} für alle {\displaystyle n\in \mathbb {N} }.
Ein Banach-Raum {\displaystyle E} ist ein UMDp-Raum, falls für ein {\displaystyle p\in (1,\infty )} eine Konstante {\displaystyle \beta } existiert, so dass für alle {\displaystyle E}-wertigen {\displaystyle L^{p}}-Martingale-Differenzfolgen {\displaystyle (dM_{n})_{n=1}^{N}} mit {\displaystyle N\in \mathbb {N} } und alle {\displaystyle (\varepsilon _{n})_{n\in \mathbb {N} }} die folgende Ungleichung gilt
{\displaystyle \mathbb {E} \left[{\bigg \|}\sum \limits _{n=1}^{N}\varepsilon _{n}dM_{n}{\bigg \|}_{E}^{p}\right]\leq \beta ^{p}\mathbb {E} \left[{\bigg \|}\sum \limits _{n=1}^{N}dM_{n}{\bigg \|}_{E}^{p}\right].}

#### Erläuterungen
- Die in der Gleichung benützte Norm ist die Norm von {\displaystyle E}. Analog lässt sich die Gleichung auch mittels der {\displaystyle L^{p}}-Norm {\displaystyle \|X\|_{L^{p}(\Omega ,E)}=\mathbb {E} [\|X\|_{E}^{p}]^{1/p}} schreiben.
- Die {\displaystyle (dM_{n})} bilden eine unbedingt konvergente Basis in {\displaystyle L^{p}}.
- Ersetzt man {\displaystyle dM_{n}} mit {\displaystyle \varepsilon _{n}dM_{n}} erhält man die Umgekehrte-Gleichung

{\displaystyle \mathbb {E} \left[{\bigg \|}\sum \limits _{n=1}^{N}dM_{n}{\bigg \|}_{E}^{p}\right]\leq \beta ^{p}\mathbb {E} \left[{\bigg \|}\sum \limits _{n=1}^{N}\varepsilon _{n}dM_{n}{\bigg \|}_{E}^{p}\right].}
- Der Wahrscheinlichkeitsraum lässt sich durch einen beliebigen σ-endlichen Raum ersetzen.

### p-Unabhängigkeit
Falls {\displaystyle X} ein UMD{\displaystyle _{p}}-Raum für ein {\displaystyle p\in (1,\infty )} ist, dann ist {\displaystyle X} auch ein UMD{\displaystyle _{q}}-Raum für alle {\displaystyle q\in (1,\infty )}.

### Eigenschaften
- Alle UMD-Räume sind reflexiv. Sie sind sogar super-reflexiv.
- Alle UMD-Räume sind K-konvex.

#### Beziehung zu singulären Integraloperatoren
Eine rein analytische Charakterisierung der UMD-Räume über die Hilbert-Transformation stammt von Burkholder () und Bourgain (). Es sei {\displaystyle E} ein beliebiger UMD-Raum und {\displaystyle \mathbb {T} } der Torus. Dann bewiesen sie, dass die UMD{\displaystyle _{p}}-Räume gerade diejenigen Räume sind, auf denen
- die Hilbert-Transformation auf {\displaystyle L^{p}(\mathbb {R} ,E)} beschränkt ist,
- die Riesz-Projektion auf {\displaystyle L^{p}(\mathbb {T} ,E)} beschränkt ist,

und somit sind sie auch für alle {\displaystyle p\in (1,\infty )} beschränkt.

#### Existenz einer symmetrischen, bikonvexen Funktion
Folgendes ist äquivalent:
1. {\displaystyle X} ist ein UMD-Raum
2. Es existiert eine symmetrische, bikonvexe Funktion {\displaystyle \zeta } auf {\displaystyle X\times X}, so dass {\displaystyle \zeta (0,0)>0} und {\displaystyle \zeta (x,y)\leqq \|x+y\|_{E}} falls {\displaystyle \|x\|_{E}\leq 1\leq \|y\|_{E}}

## Beispiele
Folgende Räume sind u. a. UMD-Räume:
- alle endlich-dimensionalen Räume
- alle Hilbert-Räume
- die {\displaystyle L^{p}}-Räume für {\displaystyle 1<p<\infty }
- die Sobolew-Räume für {\displaystyle 1<p<\infty }
- die Schatten-Klassen für {\displaystyle 1<p<\infty }
- reflexive Besov-Räume
- reflexive Birnbaum-Orlicz-Räume

### Räume ohne UMD-Eigenschaft
- Alle nicht-reflexiven Räume ({\displaystyle L^{1}(S)}, Fehler beim Parsen (SVG (MathML kann über ein Browser-Plugin aktiviert werden): Ungültige Antwort („Math extension cannot connect to Restbase.“) von Server „http://localhost:6011/de.wikipedia.org/v1/“:): {\displaystyle C(S)}
 usw. für ein σ-endlicher Raum {\displaystyle (S,\Sigma ,\mu )})